# Oligotoma insularis
Oligotoma insularis is een insectensoort uit de familie Oligotomidae, die tot de orde webspinners (Embioptera) behoort. 
Oligotoma insularis is voor het eerst wetenschappelijk beschreven door McLachlan in 1877.